# Labour of Lust
Labour of Lust é um álbum do cantor e compositor britânico Nick Lowe. Produzido pelo próprio Lowe, foi lançado em 1979 pelo Radar Records no Reino Unido e pela Columbia Records nos EUA. Foi gravado simultaneamente ao álbum Repeat When Necessary de Dave Edmunds com as mesmas características e mesmo pessoal do grupo Rockpile, do qual tanto Lowe quanto Edmunds eram integrantes. Deste álbum é a canção "Cruel to Be Kind", maior hit de Lowe nos EUA.

## Faixas
- Em todas ambas as versões, todas as músicas foram escritas por Nick Lowe, exceto as anotadas.

### Versão do Reino Unido
1. "Cruel to be Kind" (Lowe, Ian Gomm) – 3:31
2. "Cracking Up" – 2:59
3. "Big Kick, Plain Scrap!" – 2:28
4. "Born Fighter" – 3:09
5. "You Make Me" – 1:53
6. "Skin Deep" – 3:12
7. "Switchboard Susan" (Mickey Jupp) – 3:50
8. "Endless Grey Ribbon" – 3:17
9. "Without Love" – 2:29
10. "Dose of You" – 2:21
11. "Love So Fine" (Lowe, Dave Edmunds, Billy Bremner, Terry Williams) – 3:52

### Versão dos EUA
1. "Cruel to be Kind" (Lowe, Ian Gomm) – 3:31
2. "Cracking Up" – 2:59
3. "Big Kick, Plain Scrap!" – 2:28
4. "American Squirm" – 2:29
5. "You Make Me" – 1:53
6. "Skin Deep" – 3:12
7. "Switchboard Susan" (Mickey Jupp) – 3:50
8. "Dose of You" – 2:21
9. "Without Love" – 2:29
10. "Born Fighter" – 3:09
11. "Love So Fine" (Lowe, Dave Edmunds, Billy Bremner, Terry Williams) – 3:52

## Créditos
- Nick Lowe – baixo e vocal.
- Dave Edmunds – guitarra e backing vocals.
- Billy Bremner –guitarra e backing vocals.
- Terry Williams – bateria.

### Pessoal adicional
- Huey Lewis – gaita em "Born Fighter".
- Bob Andrews – Oberheim em "Endless Grey Ribbon".
- Elvis Costello – backing vocal em "American Squirm".
- Bruce Thomas – baixo em "American Squirm"
- Pete Thomas – bateria em "American Squirm".
- Roger Bechirian – Engenharia de som.